# شویدی دم‌روباهی
شویدی دم‌روباهی (نام علمی: Asparagus densiflorus) نام یک گونه از سرده مارچوبه است.
شویدی دم‌روباهی یک گیاه پایا و همیشه‌سبز است که از خویشاوندان نزدیک مارچوبه و بومی جنوب آفریقا است. رویشگاه آن از موزامبیک تا آفریقای جنوبی امتداد دارد.